# Sandwich (Kent)
 For alternative betydninger, se Sandwich (flertydig). (Se også artikler, som begynder med Sandwich)
Sandwich er en by og civil parish  i Dover District i Kent, i South East England. Byen ligger ved floden Stour og havde et indbyggertal på 4.985 i 2011.
Sandwich er en af Cinque Ports og en stor del af byens historiske centrum er bevaret. Den har stadig mange middelalderbygninger, inklusive adskillige fredede pubs, porte i den gamle bymur, kirker og White Mill.
Den har tidligere været en stor havneby, men den ligger i dag ca 3 km fra vandet fordi Wantsum Channel er forsvundet. Den nævnes i den Angelsaksiske Krønike som Sondwic i 851 og Sandwic i 993, og i Domesday Book fra 1086 nævnes den som Sandwice. Allerede i angelsaksisk tid var der en bebyggelse ved navn Stonar, som lå ved Wantsumkanalens udmunding.
Sandwich Bay er et naturreservat og har to golfbaner; Royal St George's og Prince's. 
Sandwich har lagt navn til maden af samme navn igennem John Montagu, 4. jarl af Sandwich, og ordet sandwich findes på mange forskellige sprog, heriblandt dansk.